# Alexander Parkes
Alexander Parkes (29 december 1813 – 29 juni 1890) was een metallurg en uitvinder uit het Engelse Birmingham. Hij is de uitvinder van parkesine, de eerste vorm van een door de mens ontwikkelde plastic.

## Vroege carrière
Als zoon van een fabrikant van koperen sloten was Parkes voorbestemd om hetzelfde beroep te kiezen. Hij ging als leerjongen aan de slag in de kopergieterij van Messenger & Sons en later kwam hij in dienst bij George en Henry Elkington, bekend van het toentertijd nieuwe proces voor het elektrolytisch bekleden van metaal, waar zij een patent op verwierven. Parkes kreeg hier de leiding over de gieterij en zijn belangstelling werd gewekt voor het elektrolyseproces. Hij verwierf zelf zijn eerste patent in 1841 met een proces voor elektrolyse van kunstvoorwerpen. Zijn verbeterde methode voor de elektrolyse van fijne en broze voorwerpen, zoals bloemen, werd gepatenteerd in 1841. In totaal verwierf hij 66 patenten gerelateerd aan processen en producten die te maken hadden met het elektrolyseproces en de ontwikkeling van plastic.
In 1850 ontwikkelde en patenteerde hij het naar hem genoemde 'idee van Park voor het ontzilveren van lood, gevolgd door enkele verfijningen van dit proces in 1851 en 1852.

## Parkesine
In 1856 ontwikkelde hij parkesine, de eerste thermoplast, een celluloid gebaseerd op nitrocellulose opgelost in ethanol. De resulterende stroperige vloeistof heet collodium. Na verdamping van het oplosmiddel ontstaat celluloid, de kunststof waar onder andere tafeltennisballen en filmmateriaal van werden gemaakt. Dit materiaal, voor het eerst gepresenteerd op de Wereldtentoonstelling van 1862 in Londen, anticipeerde op de vele moderne esthetische en praktische toepassingen van plastics. In 1866 richtte hij in Hackney Wick in Londen de Parkesine Company op voor massaproductie van het materiaal tegen lage kostprijs, ruim lager dan natuurrubber. Het bedrijf was echter geen succes en werd weer gesloten in 1868, enerzijds omdat de richtprijs van een shilling per pound niet haalbaar was, anderzijds vanwege de extreme brandbaarheid en bovendien omdat het materiaal niet erg chemisch stabiel was. Desondanks had Parkes het fundament gelegd waarop anderen met succes de verdere ontwikkeling van celluloid konden voortzetten. Een van hen was zijn compagnon Daniel Spill die het materiaal van Parkes verbeterde onder de naam xyloniet. Spill voerde later een proces wegens schending van de patentrechten tegen John Wesley Hyatt, die in de Verenigde Staten een eigen celluloid had ontwikkeld. Het proces was geen succes, in 1870 besliste de rechtbank echter wel dat de uitvinding van celluloid, mede door de originele experimenten van Parkes, alleen aan hem kon worden toegewezen.
Parkes was een vruchtbaar uitvinder, hij verwierf meer dan 80 patenten, de meeste gerelateerd aan metallurgie.

## Privé
Parkes had 8 kinderen met zijn eerste vrouw. Na haar dood hertrouwde hij, met zijn tweede vrouw had hij 12 kinderen.
Parkes is begraven op de begraafplaats van West Norwood. Een gedenkteken op dit kerkhof is in de jaren 1970

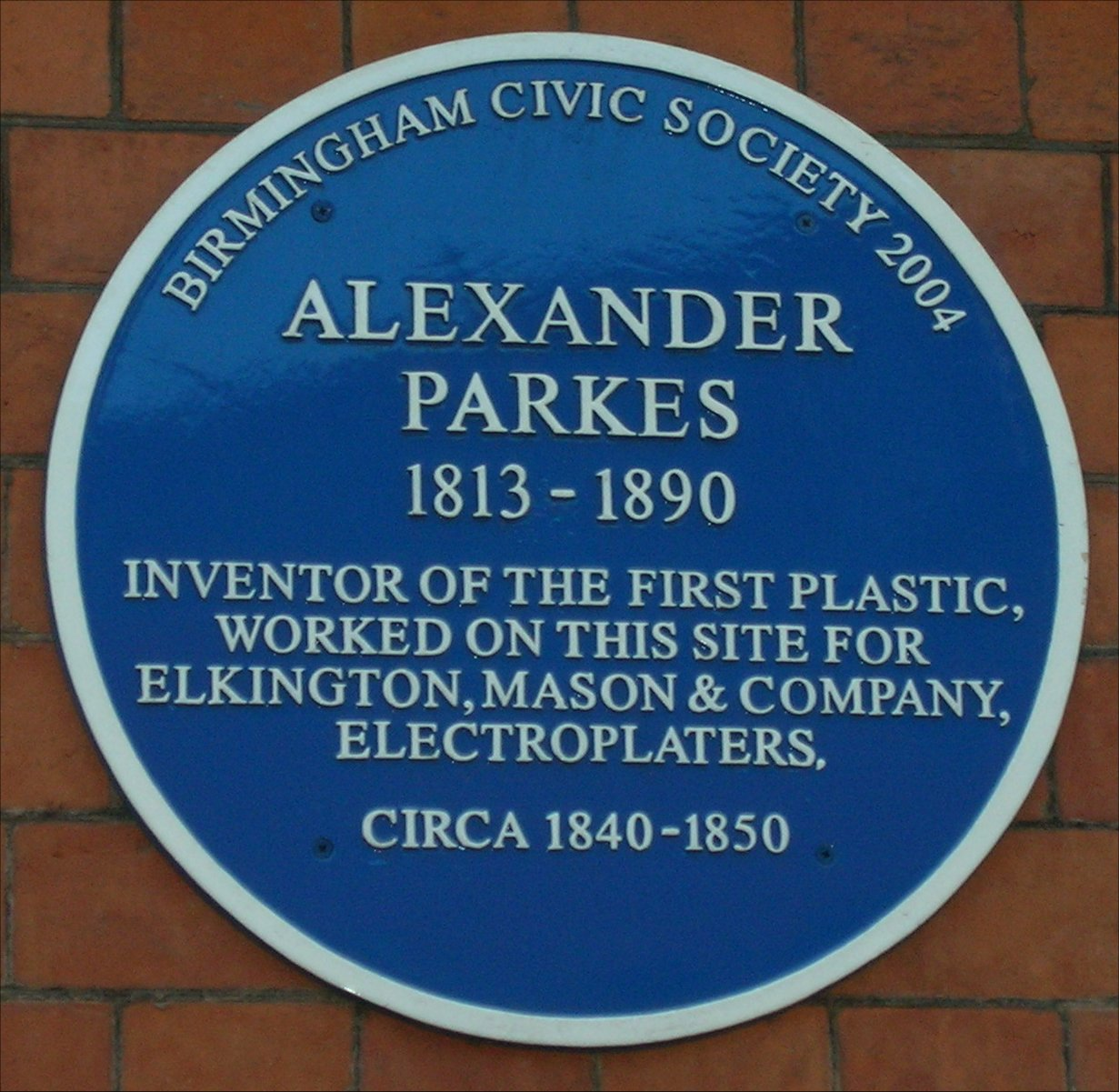
Plaquette op het Wetenschappelijk Museum in Birmingham

verwijderd.